# Can You Ever Forgive Me?
Can You Ever Forgive Me? (en español, ¿Podrás perdonarme?) es una película biográfica estadounidense de comedia dramática de 2018 dirigida por Marielle Heller y escrita por Nicole Holofcener y Jeff Whitty, basada en la memoria de Lee Israel del mismo nombre. Está protagonizada por Melissa McCarthy como Israel y sigue su historia mientras ella intenta revivir su carrera como escritora falsificando cartas de autores y dramaturgos fallecidos.
La película tuvo su prémiere mundial en el Festival de Cine de Telluride el 1 de septiembre de 2018, y fue estrenada en Estados Unidos el 19 de octubre de 2018 a través de Fox Searchlight Pictures. Convirtiendo esta película como la última cinta distribuida como estudio independiente  antes de la adquisición de Fox a Disney en marzo del 2019.

## Reparto
- Melissa McCarthy como Leonore Carol "Lee" Israel.
- Richard E. Grant como Jack Hock.
- Dolly Wells como Anna.
- Jane Curtin como Marjorie.
- Anna Deavere Smith como Elaine.
- Stephen Spinella como Paul.
- Ben Falcone como Alan Schmidt.
- Shae D'Lyn como Nell.
- Michael Cyril Creighton como Harry.
- Kevin Carolan como Tom Clancy.
- Marc Evan Jackson como Lloyd.
- Tim Cummings como Craig.
- Christian Navarro como Kurt.
- Joanna Adler como Arlene.

## Producción
En abril de 2015, se anunció que Julianne Moore interpretaría el rol de Israel y que Nicole Holofcener dirigiría el film. El 14 de mayo de 2015, Chris O'Dowd se unió al reparto. En julio de 2015, Moore dejó el proyecto. En mayo de 2016, se confirmó que Melissa McCarthy interpretaría a  Israel y que Marielle Heller dirigiría la cinta a partir del guion de Holofcener, mientras que en enero de 2017, Richard E. Grant, Jane Curtin, Dolly Wells, Anna Deavere Smith y Jennifer Westfeldt se unieron al reparto.
El rodaje comenzó en enero de 2017, en Nueva York, y concluyó el 2 de marzo de 2017.

## Estreno
Can You Ever Forgive Me? tuvo su prémiere mundial en el Festival de Cine de Telluride el 1 de septiembre de 2018. También se proyectó en el Festival Internacional de Cine de Toronto en septiembre de 2018. La película fue estrenada en Estados Unidos el 19 de octubre de 2018.
Esta fue la última película de Fox Searchlight Pictures distribuida independientemente que ahora en marzo del 2019, sería propiedad de The Walt Disney Company.

## Recepción
Can You Ever Forgive Me? ha recibido reseñas positivas de parte de la crítica y de la audiencia. En el sitio web especializado Rotten Tomatoes, la película posee una aprobación de 98%, basada en 323 reseñas, con una calificación de 8.2/10, mientras que de parte de la audiencia tiene una aprobación de 81%, basada en más de 2500 votos, con una calificación de 3.8/5.
El sitio web Metacritic le ha dado a la película una puntuación de 87 de 100, basada en 53 reseñas, indicando "aclamación universal". En el sitio web IMDb los usuarios le han dado a la cinta una calificación de 7.1/10, sobre la base de 52 817 votos. En la página web FilmAffinity tiene una calificación de 6.5/10, basada en 4781 votos.